# 오무라 사토시
오무라 사토시(일본어: 大村 智, 1935년 7월 12일~ )는 일본의 화학자(천연물 화학)이다. 기타사토 대학 특별영예교수, 도쿄 이과대학 특별영예박사이며 2015년 노벨 생리학·의학상 수상자이다.
토양에 서식하는 미생물이 만드는 화학물질 중에서 유용한 것을 찾아내는 연구를 45년 이상 실시하여 미생물의 대규모 배양이나 유기 화합물의 특성 평가를 실시하는 독자적인 방법을 구축해나갔다. 지금까지 오무라의 연구진들은 미생물이 만드는 500개에 가까운 새로운 화합물을 발견하였으며 그 중 20종 이상이 의약, 동물약, 농약, 연구용 시약으로 실용화되고 있다. 1974년에 시즈오카현의 토양에서 신종 방선균을 발견하여 이 방선균이 만들어내는 성분을 바탕으로 미국의 제약 회사인 MSD가 아버멕틴과 그 화합물인 이버멕틴을 개발했다. 항기생충제인 이버멕틴은 열대지방 기생병 치료제로 무상 제공되며 지금도 많은 사람들에게 치료제로 활용되고 있다. 이러한 업적으로 2015년에 일본인으로서 세 번째가 되는 노벨 생리학·의학상을 수상했다.
일본 산학 연계의 선구자이며, 해외 제약회사 등과의 라이선스 계약에서 얻은 로열티 수입을 연구 환경 조성이나 연구소 운영, 기타사토 대학 메디컬 센터의 설립에도 보탬이 됐다. 인재육성에도 기여하여 자신의 연구실에서 많은 연구원을 배출하고 여자미술대학의 이사장과 가이치 학원의 명예학원장 등도 역임했다.
2019년 코로나19가 유행할 당시 ‘이버멕틴은 코로나19 특효약’, ‘값싼 이버멕틴의 효과를 인정하면 신약을 개발하는 제약 회사의 이익을 해치기 때문에 정부와 국제기구는 승인하지 않는다’라고 발언했다. 2021년 12월에는 자신의 저서 《이버멕틴: 코로나19 치료의 구세주가 될 수 있는가》가 출간되는 등 오무라의 노벨상은 이버멕틴에 관한 잘못된 열광에 신뢰를 주었다. 자신의 도움으로 공비를 얻어 기타사토 대학과 코와가 임상시험을 진행했지만 코로나19에 대한 이버멕틴의 유효성은 입증되지 않았다.

## 인물

### 유년 시절부터 학창 시절까지
1935년, 야마나시현 기타코마군 가미야마촌(현: 니라사키시)의 농가에 5형제 중 차남으로 태어났다. 경작이나 가축 돌보기 등 가업에 종사하고 있었기 때문에 고등학교 졸업 때까지 공부는 거의 하지 않았다고 했지만 훗날 농사일이 공부가 됐다고 술회했다. 중학교에서는 야구나 축구, 고등학교에서는 스키부와 탁구부에서 주장을 맡는 등 스포츠에도 열중했다. 고등학교에서는 스키부뿐만 아니라 니라사키 스키 클럽에도 가입해 그 곳에서 야마나시현 스키 연맹 임원이던 야마데라 이와오를 만났다. 야마데라의 지도를 받고 크로스컨트리에 힘썼고 야마나시현에서 주최한 제7회 야마나시현 스키 선수권 대회의 장거리 고교생 부문에서 3위로 입상했다
1954년에 야마나시 현립 니라사키 고등학교를 졸업한 후 야마나시 대학 학예학부(현: 교육학부) 자연과학과에 진학했다. 대학에서도 스키에 빠져 야마나시현 대표로서 국민체육대회에 두 번이나 출전했다. 공부에서는 교원의 개인 지도를 받을 수 있는 제도를 통해 크로마토그래피(물질을 분리, 정제하는 방법)를 사용한 지방산의 정량 방법을 배우고 추후 연구에 도움이 되는 방법을 습득했다.
1958년, 대학 졸업 후 야마나시현 등 4개 도도부현에서 교원 시험을 치렀으나 도쿄만 합격했기 때문에 사이타마현 우라와시(현: 사이타마시 우라와구)로 이주했다. 도쿄 도립 스미다 공업고등학교의 야간부 교사로서 물리나 화학, 체육 수업으로 교편을 잡았다. 그래서 낮에는 공장에서 일하고 밤에는 공부에만 열중하는 학생들에게 감명을 받아 다시 공부하고 싶다는 생각을 갖게 됐다. 1959년부터 1년간 도쿄 교육대학(현: 쓰쿠바 대학)에서 나카니시 고지의 강의를 청강하고 1960년에는 도쿄 이과대학 대학원 이학연구과에 입학했다. 쓰즈키 요지로 연구실에 소속돼 고등학교 교사로 일하면서 2년 뒤인 1963년에는 도쿄 이과대학 대학원 이학연구과 석사과정을 수료했다. 대학원 석사 과정을 끝내는데 2년 아닌 3년을 필요로 한 것은 대학원 1년차에 했던 실험이 요코하마 국립 대학의 시노다 고조 교수와 같은 주제로 논문이 먼저 발표돼 여기에서 도쿄 이과대학의 모리 노부오 강사의 지도하에 대학원 2년차부터 옥시산(히드록시산) 분자 내의 수소 결합을 조사하는 연구로 변경했기 때문이다.

### 연구자로서의 활동
1963년에 대학원 수료 후 야마나시 대학 공학부 발효생산학과의 조수가 됐으며 발효 도중 와인에 포함된 당의 분석을 담당하는 역할을 맡았다. 효모로 인해 당이 하룻밤 사이에 알코올로 변하는 것을 보고 미생물이 가질 가능성에 흥미를 갖게 된다.
1965년, 미생물 연구 환경을 찾기 위해 29세 나이에 하타 후지키가 소장으로 있는 기타사토 연구소 연구부 항생물질연구실에 기술보로 발탁됐다. 핵자기공명(NMR) 기기를 구사하여 물질 구조를 결정하는 연구를 하고 항생물질로서 이미 사용되고 있던 류코마이신의 구조를 규명했다. 1968년, 류코마이신의 논문으로 도쿄 대학에서 약학박사 학위, 1970년에는 도쿄 이과대학에서 이학박사 학위도 받았다. 연구를 순조롭게 계속하다가 인간에 의해서 발견한 화합물에 대한 연구가 아닌 자신의 손으로 미생물이 생산하는 화합물을 찾아내 구조 결정까지 하기로 결심하여 독자적인 검사 방법을 개발했다. 그 방법은 자연환경으로부터 미생물을 분리하는 것으로 시작해서 대량으로 액체 배양하여 화합물을 꺼낸 뒤 구조를 정하고 항미생물 활성이나 효소 저해 활성 등 여러 평가계를 구축하여 활성을 조사하는 것이었다. 오무라의 연구진은 1년간 약 2,000주의 균을 분리·배양하여 평가계에 걸쳐 있었다.

#### 이버멕틴
1971년에는 일본 국내 연구에 한계를 느끼고 미국 웨슬리언 대학교의 맥스 티쉴러 연구실로 유학했다. 그 1년 년에 미국 제약회사 머크 앤드 컴퍼니를 퇴직한 맥스 티쉴러 밑에서 객원교수 자리를 잡는 것과 자유롭게 연구할 수 있는 환경을 제공받아 세계 최고 수준의 연구를 접하게 된다. 당초 미국에서 연구를 계속하려고 생각하고 있었지만 유학한 지 1년 4개월 만에, 퇴직한 하타 후지키의 연구실을 인계받기 위해서 귀국하게 됐다. 귀국에 있어서 아직은 개발도상국이며 연구비가 충분히 없는 일본에서의 연구를 계속하기 위해 머크로부터 연구자금을 받는 한편 유망한 미생물을 찾아 화합물을 평가하여 제공하고 머크가 동물 실험이나 화학 합성을 진행하여 약을 개발해 특허를 보유할 권리를 인정하고 실용화됐을 경우엔 매출에 따른 특허 사용료를 지불받는 계약을 맺게 됐다.
1973년에 기타사토 연구소에서 항생물질연구실장으로 부임했다. 머크로부터의 연구자금(당시 일본 엔화로 연간 2천 수백만 엔을 3년치)를 받고 재정난으로 폐쇄가 결정된 연구실을 쇄신하여 존속시켰다.

### 법인의 경영 재건
재정이 악화되고 있던 기타사토 연구소(당시에는 사단법인)를 재건하기 위해 1984년 기타사토 대학의 교수직을 사직하고 기타사토 연구소의 이사 신분으로서 부소장으로 취임했다. 경영학과 부동산학을 배우면서 기타사토 연구소의 재건에 주력했다. 1989년에는 오무라의 제안에 따른 ‘기타사토 연구소 메디컬 센터’(현: 기타사토 대학 메디컬 센터)를 설립했다. 설립을 앞두고 대장성에서의 사이타마현 기타모토시의 국유지 토지 취득과 이에 반발하는 현지 의사회와의 중재하는 역할을 맡았다. 이듬해 1990년에는 기타사토 연구소의 소장으로 취임했고 또한 1985년부터는 기타사토 학원의 이사도 맡고 있었다. 기타사토 연구소를 재건하는 과정을 거친 다음에 학교법인 기타사토 학원과의 통합을 이루면서 법인 명칭을 ‘학교법인 기타사토 연구소’로 변경했다. 통합을 이룬 2008년에 기타사토 연구소의 소장직을 퇴임했다. 또한 학교법인이 된 기타사토 연구소에서는 2008년부터 2012년 6월에 걸쳐 명예이사장을 맡아 2012년부터는 고문을 맡고 있다.
더 나아가 기타사토 대학에서의 다시 교편을 맡고 있어서 2001년에는 대학원의 연구부문인 ‘기타사토 생명과학연구소’에서 교수로 취임, 초대 소장도 2003년까지 겸임했다. 또, 기타사토 대학의 대학원 교육부문인 ‘감염통제과학부’에 있어서 2002년부터 2007년까지 교수를 맡았다. 지금까지의 업적에 의해 2007년에는 기타사토 대학에서 명예교수 칭호를 받았다. 그 후에도 기타사토 생명과학연구소의 특임교수로서 특별 연구 부문인 천연물창약추진 프로젝트의 스페셜 코디네이터를 맡았다. 2013년에는 기타사토 대학의 특별영예교수가 됐다.
기타사토 그룹 이외의 교육 연구 기관에 대해서는 웨슬리언 대학교에서 맥스 티쉴러의 이름을 본뜬 ‘맥스 티쉴러 교수’를 2005년부터 겸임하고 있으며 또한 학교법인 여자미술대학의 이사장을 1997년부터 2003년까지, 2007년부터 2015년 5월까지 두 차례에 걸쳐서 맡았다. 이러한 업적에 의해서 2015년에 학교법인 여자미술대학으로부터 명예이사장이라는 칭호를 받았다. 그 외에도 1995년에는 야마나시 과학 아카데미를 설립했고 이듬해인 1996년에는 사단법인화를 이뤘다. 2005년에는 다케다노사토 하쿠산 온천을 개설했고 2007년에는 니라사키 오무라 미술관을 설립했다.

## 연구 실적

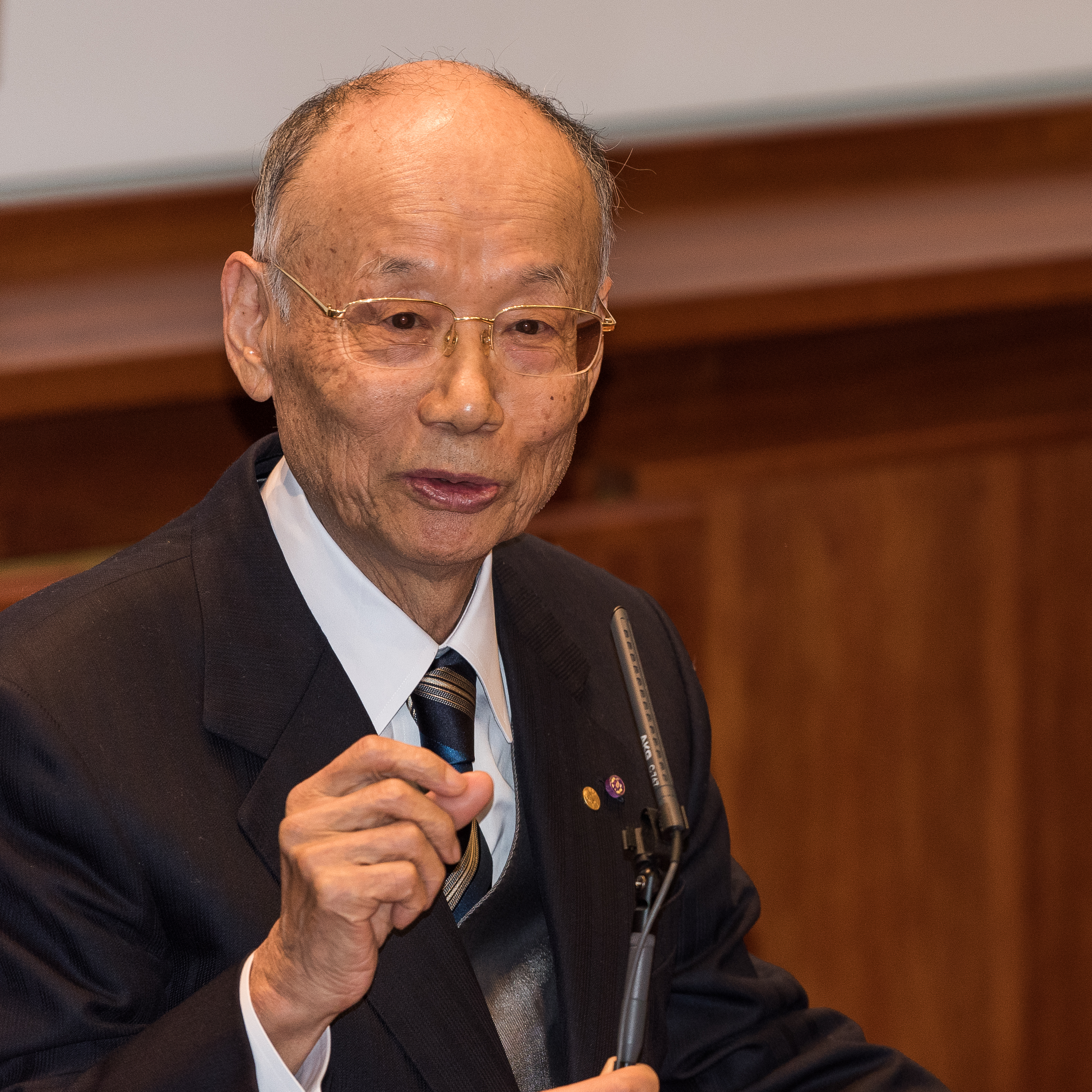
오무라 사토시(카롤린스카 연구소에서, 2015년)

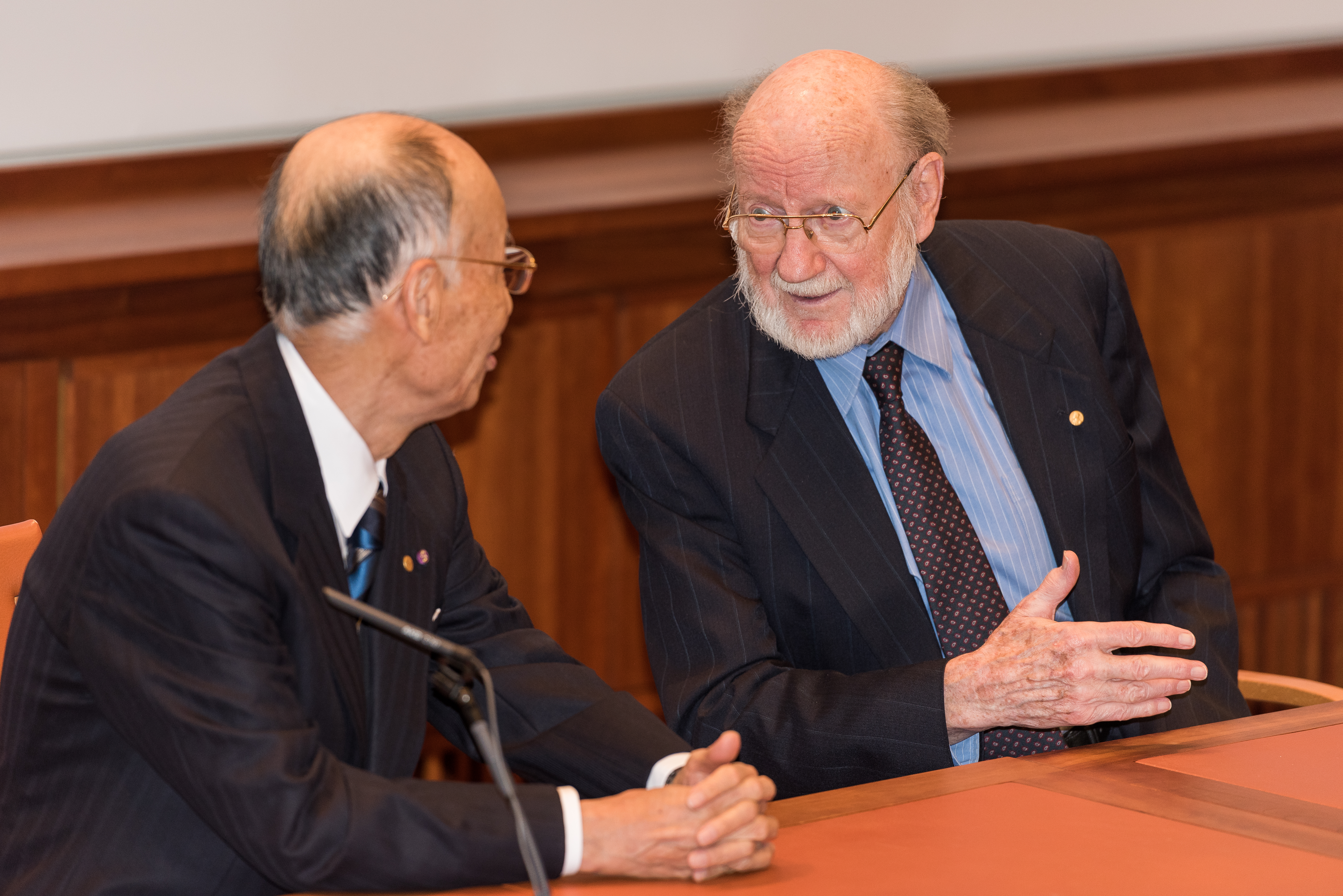
오무라(왼쪽), 윌리엄 C. 캠벨(오른쪽)과 함께(2015년 12월, 카롤린스카 연구소에서)

45년에 걸쳐 독창적인 탐색계를 구축하여 미생물이 생산하는 유용한 천연 유기 화합물의 탐색 연구를 지속적으로 해나가면서 지금까지 유례없는 480종이 넘는 신규 화합물을 발견했다. 그런 한편으로 이들에 관한 기초부터 응용까지 폭넓은 분야의 연구를 추진했다. 유전자 조작에 의한 첫 신규 화합물의 창제, 매크로라이드를 중심으로 한 일련의 생물유기화학적 연구와 유용 화합물의 창제, 공업적으로도 중요한 항기생충 항생물질인 이버멕틴 생산균의 유전자 해석 등 그 모두가 세계에 앞선 연구이며 새로운 연구 영역을 개척해왔다.
발견한 화합물 가운데 25종이 의약, 동물약, 농약, 생명 현상을 해명하기 위한 연구용 시약으로 전 세계에서 사용되고 있으며 인류의 건강과 복지 향상에 기여하고 있다. 더 나아가 100을 넘는 화합물이 유기 합성 화학의 타겟이 되면서 의학, 생물학, 화학을 시작으로 생명과학의 넓은 분야의 발전에 막대한 기여를 하고 있다.
그중 항기생충제 이버멕틴은 열대 지방의 풍토병인 강변 실명증(하천맹목증) 및 림프계 필라리아증에 지극히 뛰어난 효과를 보이면서 중남미·아프리카에서 매년 약 2억 명 가량의 사람들에게 투여돼 이 같은 감염병 박멸에 기여하고 있다. 더욱이 이버멕틴은 전 세계에서 연간 3억 명 이상의 사람들이 감염되곤 있지만 그 때까지 치료약이 없었던 개선증이나, 오키나와 지방과 동남아시아의 풍토병인 분선충증의 치료약으로서도 위력을 발휘하고 있다. 이 외에도 생명 현상의 해명에 다대한 기여를 하고 있는 단백질인산화효소의 특이적 저해제 스타우로스포린, 프로테아좀 저해제 락타시스틴, 지방산 생합성 저해제 셀레닌 등을 발견했다.
그리고 오무라가 발견한 특이한 구조와 생물활성을 가진 화합물은 창약 연구의 리드 화합물로서도 주목받고 있어 신규 항암제 등이 개발되고 있다.
기타사토 대학 기타사토 연구소 건물 앞에 세워진 강변 실명증에 걸린 어른을 인도하는 어린이의 동상은 오무라의 이버멕틴 발견을 기리는 목적으로 부르키나파소의 조각가가 제작한 것으로, 강변 실명증 퇴치 캠페인의 심볼로서 똑같은 모양과 크기의 동상이 세계보건기구 본부, 카터 센터, 머크앤드컴퍼니, 세계은행 본부, 부르키나파소의 세계보건기구 아프리카 강변 실명증 퇴치 프로그램에 세워져 있다.
‘선충의 기생에 의해서 일으키는 감염병에 대한 새로운 치료법 발견’에 의한 공로로 윌리엄 C. 캠벨과 함께 2015년 노벨 생리학·의학상을 수상했다.
오무라 연구실에 의해서 발견된 화합물 가운데, 실용화된 의약품이나 시약은 25종류에도 미친다.
- Avermectin - 항기생충 작용[52]
- Atpenin - 항기생충 작용
- Setamycin - 항기생충·항균 작용
- Nanaomycin - 항균 작용
- Leucomycin - 항균 작용
- Neoxaline - 항균·항암 작용
- Prumycin - 항균·항암 작용
- Madindoline - 항염증 작용
- Virustomycin A - 항바이러스 작용
- Staurosporine - 항암 작용
- Macrosphelide - 항암 작용
- Phthoxazolin - 항암 작용
- Kazusamycin - 항암 작용
- Vineomycin - 항암 작용
- Andrastin - 항암 작용
- Herbimycin - 항암·제초 작용
- Pyripyropene - 살충·효소 저해 작용
- Lactacystin - 효소 저해 작용
- Funalenone - 효소 저해 작용
- Elasnin - 효소 저해 작용
- Arisugacin - 효소 저해 작용
- Amidepsine - 지질대사
- Cerulenin - 지질대사 저해 작용
- Triacsin - 항생 물질
- 1233A(Hymeglusin) - 지질대사 저해 작용

## 연구 외 활동
미술에 조예가 깊어 14년 간에 걸쳐 여자미술대학 이사장을 맡았다(2015년 7월부터 같은 대학의 명예이사장으로 재직). 같은 대학에 아내 후미코의 이름을 본뜬 ‘오무라 후미코 기금’을 자신의 사비로 설립했고 여자미술대학의 재학생 유학 자금(여자미술 파리상·밀라노상)과 미술 활동비(미술 장려상)를 지원하고 있다. 또한 미술 작품의 저명한 수집가로서 특히 여성 작가의 작품 수집에 적극적인 자세를 나타내며 2007년에 사비 5억 엔을 투자하여 고향인 야마나시현 니라사키시에 니라사키 오무라 미술관을 설립, 1,800점이 넘는 수집 작품과 함께 니라사키시에 기증하여 초대 관장을 맡고 있다. 그리고 야마나시현 과학 기술의 진흥을 목표로 사단법인 야마나시 과학 아카데미를 창설하여 현재 명예회장을 맡고 있다.
또한 1983년에 설립한 가이치 학원(사이타마현에 위치)에서는 자신이 학교명을 명명하여 설립 초부터 명예학원장직을 맡고 있었고 가이치 학원에서 이과계열 최우수 학생에게 주어지는 ‘오무라상’을 수여해 시상을 하고 있다.

## 가족·친족
가이치 학원 계열의 가이치 국제대학에서는 친동생이자 미쓰비시 머티리얼 이사 오무라 다이조가 객원교수를 맡았다. 먼 친척에는 마이니치 신문 도쿄 본사 통합디지털취재센터 기자인 오무라 겐이치이다. 참고로 친족에는 해당되지 않지만 마이니치 방송 아나운서 야마나카 마코토는 오무라 다이조의 조카이다.

## 약력
- 1954년: 야마나시 현립 니라사키 고등학교 졸업
- 1958년: 야마나시 대학 학예학부 졸업
- 1958년: 도쿄 도립 스미다 공업고등학교 교사
- 1960년: 도쿄 교육대학 연구생
- 1963년: 도쿄 이과대학 대학원 이학연구과 석사과정 수료
- 1963년: 야마나시 대학 공학부 조수
- 1965년: 기타사토 연구소 입사
- 1965년: 기타사토 연구소 기술보
- 1968년: 기타사토 대학 약학부 조교수
- 1968년: 약학박사(도쿄 대학), 논문 《Leucomycin에 관한 연구》
- 1970년: 이학박사(도쿄 이과대학), 논문 《류코마이신, 스피라마이신 및 셀루레닌의 절대 구조》
- 1971년: 웨슬리언 대학교 객원교수
- 1973년: 기타사토 연구소 항생물질연구실 실장
- 1975년: 기타사토 대학 약학부 교수
- 1975년: MSD와 이버멕틴의 로열티 계약을 체결
- 1981년: 기타사토 연구소 감사
- 1984년: 기타사토 연구소 이사
- 1984년: 기타사토 연구소 부소장
- 1985년: 학교법인 기타사토 학원 이사
- 1990년: 기타사토 연구소 소장
- 1993년: 여자미술대학 이사
- 1997년: 여자미술대학 이사장
- 2001년: 기타사토 대학 기타사토 생명과학연구소 교수
- 2002년: 기타사토 대학 대학원 감염통제과학부 교수
- 2003년: 여자미술대학 명예이사장
- 2005년: 웨슬리언 대학교 ‘맥스 티쉴러 교수’
- 2005년: 야마나시현 종합이공학연구기구 총장
- 2007년: 기타사토 대학 명예교수
- 2007년: 여자미술대학 이사장
- 2008년: 기타사토 연구소 명예이사장
- 2013년: 기타사토 대학 특별영예교수
- 2014년: The Journal of Antibiotics 명예편집장
- 2014년: 가토 기념 바이오 사이언스 진흥재단 명예이사
- 2015년: 여자미술대학 명예이사장
- 2016년: 도쿄 이과대학 특별영예박사
- 2018년: 야마나시 대학이 ‘오무라 사토시 기념 학술관’을 개관(7월 19일)[60]

### 명예 박사 학위
- 1992년: 데브레첸 대학교 명예 박사[61]
- 1994년: 웨슬리언 대학교 명예 박사[61]
- 2016년: 상하이 자오퉁 대학 명예 박사[61]
- 2018년: 세인트앤드루스 대학교 명예 박사[61]
- 2022년: 오카야마 대학 명예 박사

## 수상 경력
- 1985년: 미국 미생물학회상
- 1986년: 일본 약학회상
- 1988년: 우에하라상(우에하라 기념 생명과학재단)
- 1990년: 일본 학사원상
- 1991년: 찰스 톰상(미국 공업미생물학회)
- 1995년: 후지와라상
- 1995년: 미국 공업미생물학회 공적상
- 1995년: 일본 방선균학회 특별공적공로상
- 1997년: 코흐 황금 메달(독일)[62]
- 1998년: Prince Mahidol Award(태국)
- 2000년: 나카니시 프라이즈(Nakanishi Prize, 미국 화학회 - 일본 화학회 합동)
- 2000년: 노구치상(야마나시 일일 신문, 야마나시 방송, 야마나시 문화회관)
- 2002년: 봇찬상(도쿄 이과대학)
- 2005년: 어니스트 귄터상
- 2006년: 암젠렉처십상(미국 공업미생물학회)
- 2007년: 하마오 우메자와 기념상(Hamao Umezawa Memorial Award, 국제 화학 요법 학회)
- 2008년: 발명 장려 공로상(발명협회)
- 2010년: 테트라헤드론상
- 2011년: 아리마상(국제 미생물 연합)
- 2012년: 노먼 R. 판스워스 연구업적상(미국 생약학회)
- 2012년: 야마나시현 이미지업 대상
- 2014년: 가드너 국제 보건상[63]
- 2015년: 아사히상[64]
- 2015년: 노벨 생리학·의학상[65]
- 2015년: 일본 농예화학회 특별상
- 2016년: 바이오인더스트리협회 특별명예상[66]
- 2016년: 일본 방선균학회 특별영예상

### 상훈·영예
- 1992년: 자수포장
- 1992년: 프랑스 국가공로훈장 슈발리에[67]
- 2000년: 야마나시현 니라사키시 명예시민
- 2002년: 야마나시현 현정특별공적자
- 2008년: 프랑스 레지옹 도뇌르 훈장 슈발리에[67]
- 2011년: 서보중광장[68]
- 2012년: 문화공로자
- 2012년: 야마나시현 니라사키시 시민영예상
- 2014년: 야마나시현 니라사키시장 특별 수상
- 2015년: 문화훈장[69]
- 2015년: 사이타마현민 영예장
- 2015년: 도쿄도 영예상
- 2015년: 야마나시현 명예현민
- 2015년: 세타가야구민 영예장
- 2015년: 사이타마시민 영예상
- 2016년: 도쿄도 명예도민[70][71]
- 2016년: 기타모토시민 영예상
- 2017년: 세타가야구 명예구민[72]

## 회원
- 1969년: 미국 화학회 회원
- 1969년: 일본 생화학회 회원
- 1971년: 뉴욕 과학 아카데미 회원
- 1975년: 미국 공업미생물학회 회원
- 1987년: 미국 생화학·분자생물학회 명예회원
- 1992년: 독일 자연과학 아카데미 레오폴디나 회원[73]
- 1992년: 미국 미생물 아카데미 회원
- 1994년: 로베르트 코흐 연구소 명예소원
- 1998년: 일본 화학회 명예회원
- 1999년: 미국 과학 아카데미 외국인 회원[74]
- 2001년: 일본 학사원 회원[75]
- 2002년: 프랑스 과학 아카데미 외국인 회원[76]
- 2003년: 일본 세균학회 특별명예회원
- 2005년: 러시아 과학 아카데미 회원
- 2005년: 일본 방선균학회 명예회원
- 2005년: 영국 왕립화학회 명예회원
- 2005년: 유럽 과학 아카데미 회원
- 2006년: 중국 공학 아카데미 외국인 회원
- 2009년: 일본 농예화학회 명예회원
- 2013년: 일본 약학회 명예회원[77]
- 2014년: 일본 화학요법학회 특별명예회원
- 2015년: 미국 공업 미생물학·바이올로지학회 특별회원[78]
- 2016년: 일본 약리학회 명예회원
- 2016년: 유기합성화학협회 명예회원

## 서적

### 저서
- 오무라 사토시 (2015년). 《人生に美を添えて》 [인생에 아름다움을 더해]. 세이카쓰노토모샤. ISBN 978-4-915919-95-4.
- 오무라 사토시 (2016년). 《人をつくる言葉》 [사람을 만드는 말]. 마이니치 신문 출판. ISBN 978-4-620-32380-0.
- 오무라 사토시 (2016년). 《自然が答えを持っている》 [자연이 답을 가지고 있다]. 우시오 출판사. ISBN 978-4-267-02058-2.
- 오무라 사토시 (2016년). 《人間の旬》. 마이니치 신문 출판. ISBN 978-4-620-32392-3.
- 오무라 사토시 (2017년). 《ストックホルムへの廻り道 私の履歴書》 [스톡홀름으로 가는 길 - 나의 이력서]. 니혼케이자이 신문사. ISBN 978-4-532-17623-5.
- 오무라 사토시 (2021년). 《イベルメクチン 新型コロナ治療の救世主となり得るのか》 [이버멕틴 - 신형 코로나 치료의 구세주가 될 수 있을까]. 河出書房新社. ISBN 978-4-309-63142-4.

### 공저
- 《시대가 요구하는 고토 신페이 - 고토 신페이와 기타사토 시바사부로(時代が求める後藤新平 - 後藤新平と北里柴三郎)》 후지와라 쇼텐(2014년)

## 논문

### 일본어 논문
- 오무라 사토시, 《ロイコマイシン、スピラマイシン及びセルレニンの絶対構造》 도쿄 이과대학, 이학박사 , 을 제16호, 1970, NAID 500000394444
- 秦藤樹, 大村智, 片桐通子, 小倉治夫, 納谷恵三, 阿部仁之助, 渡辺哲夫 (1967). “Structure of Leucomycin A1”. 《Chemical & pharmaceutical bulletin》 (日本薬学会) 15 (3): 358–359. doi:10.1248/cpb.15.358. ISSN 0009-2363. NAID 110003620155.
- 大村智, 片桐通子, 小倉治夫, 秦藤樹 (1968). “The Chemistry of Leucomycins. III. Structure and Stereochemistry of Leucomycin A3”. 《Chemical & pharmaceutical bulletin》 (日本薬学会) 16 (7): 1181–1186. doi:10.1248/cpb.16.1181. ISSN 0009-2363. NAID 110003620631.
- 大村智, 中川彰, 関川賢二, 小谷勝, 秦藤樹 (1969). “Studies on Cerulenin. VI. Some Spectroscopic Features of Cerulenin”. 《Chemical & pharmaceutical bulletin》 (日本薬学会) 17 (11): 2361–2363. doi:10.1248/cpb.17.2361. ISSN 0009-2363. NAID 110003620858.
- 小倉治夫, 伊藤常男, 岡本孝, 大村智 (1969년 4월). “Nuclear Magnetic Resonance of Semicarbazones and Thiosemicarbazones of an Aliphatic Aldehyde”. 《Chemical & pharmaceutical bulletin》 (日本薬学会) 17 (4): 844–846. ISSN 0009-2363. NAID 110003620971.
- 大村智 (1970). “微生物の生産する大環ラクトン化合物:マクロライド (Macrolide)”. 《化学と生物》 (日本農芸化学会) 8 (3): 139–150. doi:10.1271/kagakutoseibutsu1962.8.139. ISSN 0453-073X. NAID 130003634878.
- 岩井譲, 大村智, 秦藤樹 (1971년 10월). “放線菌による抗生物質醗酵における培養液中のグリセリンの定量に関する研究”. 《醗酵工学雑誌》 (日本醗酵工学会) 49 (10): 842–846. ISSN 0367-5963. NAID 110002855693.
- 大村智, 中川彰, 山田陽城, 秦藤樹, 古崎昭雄, 渡辺得之助 (1973). “Structures and Biological Properties of Kinamycin A, B, C, and D”. 《Chemical & pharmaceutical bulletin》 (日本薬学会) 21 (5): 931–940. doi:10.1248/cpb.21.931. ISSN 0009-2363. NAID 110003621556.
- 大村智, 中川彰, 鈴木数広, 秦藤樹, Jakubows kiAnn, Tishler Max (1973). “31 ロイコマイシンの化学XI : LeucomycinのAglyconeの単離,mycaminose上の化学的修飾及び16員環macrolide抗生物質の構造と活性”. 《天然有機化合物討論会講演要旨集》 (天然有機化合物討論会実行委員会) 17: 229–236. doi:10.24496/tennenyuki.17.0_229. NAID 110006677752.
- 大村智 (1974). “抗生物質セルレニンの脂質代謝阻害作用”. 《化学と生物》 (日本農芸化学会) 12 (11): 787–794. doi:10.1271/kagakutoseibutsu1962.12.787. ISSN 0453-073X. NAID 130004719990.
- 大村智, 中川彰, 竹嶋秀雄, 宮沢淳, 渥美清夫, Piriou F., Lukacs G. (1975). “57 ^<13>C-NMRによる16員環macrolide抗生物質の生合成研究”. 《天然有機化合物討論会講演要旨集》 (天然有機化合物討論会実行委員会) 19: 434–441. doi:10.24496/tennenyuki.19.0_434. NAID 110006677877.
- 大村智, 田中晴雄, 小山泰昭, 長井敏明, 丸茂博大 (1976). “2 新抗生物貭nanaomycinの構造”. 《天然有機化合物討論会講演要旨集》 (天然有機化合物討論会実行委員会) 20: 9–15. doi:10.24496/tennenyuki.20.0_9. NAID 110006677889.
- 大村智 (1977). “くすりにならなかった抗生物質 : セルレニン”. 《ファルマシア》 (日本薬学会) 13 (2): 109–112. doi:10.14894/faruawpsj.13.2_109. ISSN 0014-8601. NAID 110003647714.
- 大村智, 竹嶋秀雄 (1977). “マクロライド抗生物質の生合成 Ｉ”. 《化学と生物》 (日本農芸化学会) 15 (5): 309–315. doi:10.1271/kagakutoseibutsu1962.15.309. ISSN 0453-073X. NAID 130003439488.
- 大村智, 竹嶋秀雄 (1977). “マクロライト抗生物質の生合成 ＩＩ”. 《化学と生物》 (日本農芸化学会) 15 (6): 381–386. doi:10.1271/kagakutoseibutsu1962.15.381. ISSN 0453-073X. NAID 130003632546.
- 大村智, 竹嶋秀雄 (1977). “マクロライド抗生物質の生合成 ＩＩＩ”. 《化学と生物》 (日本農芸化学会) 15 (7): 447–453. doi:10.1271/kagakutoseibutsu1962.15.447. ISSN 0453-073X. NAID 130003632554.
- 大村智, 粟谷寿一 (1979). “脂肪酸生合成阻害抗生物質セルレニンと脂質代謝”. 《油化学》 (日本油化学会) 28 (2): 75–80. doi:10.5650/jos1956.28.75. ISSN 0513-398X. NAID 130001016018.
- 大村智 (1980). “新しい抗生物質を求めて”. 《ファルマシア》 (日本薬学会) 16 (5): 385–389. doi:10.14894/faruawpsj.16.5_385. ISSN 0014-8601. NAID 110003656289.
- 大村智, 田中芳武, 増間碌郎, 儘田弘 (1982). “214 「アンモニウムイオン制限発酵」による抗生物質の生産”. 《日本醗酵工学会大会講演要旨集》 (日本醗酵工学会) 57: 106–107. NAID 110002897964.
- 大村智, 大岩留意子 (1982년 1월). “抗寄生虫抗生物質--広い抗寄生虫スペクトラムをもつAvermectinに期待(今日の話題)”. 《化学と生物》 (学会出版センター) 20 (1): 10–12. ISSN 0453-073X. NAID 40000427003.
- 大村智, 中川彰 (1984). “新しい生理活性を有するマクロライド抗生物質”. 《ファルマシア》 (日本薬学会) 20 (12): 1226–1232. doi:10.14894/faruawpsj.20.12_1226. ISSN 0014-8601. NAID 110003657405.
- 柘植尚志, 西村正暘, 大村智, 甲元啓介, 尾谷浩 (1985). “Alternaria alternata群病原菌における宿主特異的毒素生成の制御”. 《日本植物病理学会報》 (日本植物病理學會) 51 (3): 277–284. doi:10.3186/jjphytopath.51.277. ISSN 0031-9473. NAID 110002743322.
- 大村智, 供田洋 (1985). “脂肪酸生合成阻害剤セルレニンの作用とその応用”. 《油化学》 (日本油化学会) 34 (1): 2–9. doi:10.5650/jos1956.34.2. ISSN 0513-398X. NAID 130001019255.
- 岩井譲, 志水秀樹, 大村智 (1985). “抗ウイルス抗生物質スクリーニングの展望”. 《化学と生物》 (日本農芸化学会) 23 (6): 379–385. doi:10.1271/kagakutoseibutsu1962.23.379. ISSN 0453-073X. NAID 130003633109.
- 船山信次, 中川彰, 大村智 (1986). “10 放線菌由来の新規大環状ラクタム抗生物質の構造”. 《天然有機化合物討論会講演要旨集》 (天然有機化合物討論会実行委員会) 28: 73–80. doi:10.24496/tennenyuki.28.0_73. NAID 110006678540.
- 大村智 (1986). “マクロライドをはじめとする各種抗生物質に関する研究”. 《藥學雜誌》 (日本薬学会) 106 (9): 729–757. doi:10.1248/yakushi1947.106.9_729. ISSN 0031-6903. NAID 130007280031.
- 大村智 (1987). “研究と研究室の運営を振り返って(私はあの時、こう閃いた!-研究の壁を突破し、大きく飛躍するため-)”. 《ファルマシア》 (日本薬学会) 23 (3): 242–243. doi:10.14894/faruawpsj.23.3_242. ISSN 0014-8601. NAID 110003647395.
- 今村信孝, 今井美光, 三浦聡美, 中川彰, 大村智 (1988). “40 新奇なポリケチド抗生物質フトラマイシン及びオキラクトマイシンの構造と生合成(口頭発表の部)”. 《天然有機化合物討論会講演要旨集》 (天然有機化合物討論会実行委員会) 30: 308–315. doi:10.24496/tennenyuki.30.0_308. NAID 110006678749.
- 岩井譲 (1992). “紫綬褒章受章大村智博士”. 《ファルマシア》 (日本薬学会) 28 (11): 1269. doi:10.14894/faruawpsj.28.11_1269. ISSN 0014-8601. NAID 110003659469.
- 高橋宣治, 内田健一, 中川彰, 松崎桂一, 大村智, 中村朝朗, 三宅洋子, 武佳和, 甲斐荘正恒 (1993). “98 放線菌の生産する神経突起伸長作用物質ラクタシスチンの生合成研究(ポスター発表の部)”. 《天然有機化合物討論会講演要旨集》 (天然有機化合物討論会実行委員会) 35: 762–768. doi:10.24496/tennenyuki.35.0_762. NAID 110006679262.

### 영어 논문
- Ōmura, S.; wai, A.; Hirano, A.; Nakagawa, A.; Awaya, J.; Tsuchiya, H.; Takahashi, Y.; Masuma, R. (1977). “A new alkaloid AM-2282 of Streptomyces origin: Fermentation, isolation and preliminary characterization”. 《J. Antibiot.》 30 (4): 275–282. PMID 863788.
- Burg, R. W.; Miller, B. M.; Baker, E. E.; Birnbaum, J.; Currie, S. A.; Hartman, R.; Kong, Y.-L.; Monaghan, R.; Olson, G.; Putter, I.; Tunac, J. B.; Wallick, H.; Stapley, E. O.; Oiwa, R.; Ōmura, S. (1979). “Avermectins, new family of potent anthelmintic agents: producing organism and fermentation”. 《Antimicrob. Agents and Chemother.》 15 (3): 61–367. PMC 352666.
- Hopwood, D.A.; Malphatida, F.; Kieser, H.M.; Ikeda, J.; Juncan, J.; Fujii, B.A.M.; Rudd, H.; Floss, G.; Ōmura, S. (1984). “Production of 'hybrid' antibiotics by genetic engineering”. 《Nature》 314 (6012): 642–644. PMC 180355.
- Ikeda, H.; Nonomiya, T.; Usami, M.; Ohta, T; Ōmura, S. (1999). “Organization of the biosynthetic gene cluster for the polyketide anthelmintic macrolide avermectin in Streptomyces avermitilis”. 《Proc. Natl. Acad. Sci.》 96 (17): 9509–9514. PMC 22239. PMID 10449723.
- Hayashi, M.; Rho, M.-C.; Enomoto, A.; Fukami, A.; Kim, Y.-P.; Kikuchi, Y.; Sunazuka, T.; Hirose, T.; Komiyama, K.; Ōmura, S. (2002). “Suppression of bone resorption by madindoline A, a novel nonpeptide antagonist to gp130”. 《Proc. Natl. Acad. Sci.》 99 (21): 14728–14739. doi:10.1073/pnas.211433198. PMC 59794. PMID 11572948.
- Hirose, T.; Sunazuka, T.; Ōmura, S. (2010). “Recent development of two chitinase inhibitors, argifin and argadin, produced by soil microorganisms (Rev. article)”. 《Proc. Jpn. Acad.》 86 (2): 85–102. PMC 3417560. PMID 20154467.
- Matoba, N.; Husk, A.S.; Barnett, B.W.; Pickel, M.M.; Arntzen, C.J.; Montefiori, D.C.; Takahashi, A.; Tanno, K; Omura, Satoshi; Cao, C.; Mooney, J.P.; Hanson, C.V.; Tanaka, H. (2010). “HIV-1 Neutralization Profile and Plant-Based Recombinant Expression of Actinohivin, an Env Glycan-Specific Lectin Devoid of T-Cell Mitogenic Activity”. 《PLoS ONE》 5 (6): e11143. doi:10.1371/journal.pone.0011143. PMC 2886112. PMID 20559567.
- Nakano, H.; Ōmura, S. (2009). “Chemical biology of natural indolocarbazole products: 30 years since the discovery of staurosporine (Review article)”. 《J. Antibiot.》 62 (1): 17–26. doi:10.1038/ja.2008.4. PMID 19132059.
- Ōmura, S. (2011). “Microbial metabolites: 45 years of wandering, wondering and discovering”. 《Tetrahedron》 67: 6420–6459.

## 같이 보기
- 윌리엄 C. 캠벨
- MSD(Merck & Co) - 미국에 기반을 둔 제약 회사[79]
- 락타시스틴
- 스타우로스포린
- 이버멕틴